# František Merta (kněz)
František Merta (* 31. prosince 1950 Slušovice) je katolický kněz olomoucké arcidiecéze. V roce 2001 byl odsouzen za pohlavní zneužívání mladistvých.

## Životopis
Studoval na teologické fakultě v Olomouci, kněžské svěcení přijal 2. června 1974. V červenci 1998 nastoupil jako duchovní správce v Napajedlích, působil přitom rovněž ve farnostech Spytihněv a Halenkovice. V červnu 2000 byl z farností odvolán pro obvinění ze zneužívání mladých ministrantů.
V roce 2001 byl odsouzen za pohlavní zneužívání mladistvých (ministrantů). Těchto činů se podle rozsudku dopustil v 90. letech v Napajedlích, Spytihněvi, Pačlavicích a Holešově a to na minimálně pěti osobách. První veřejné obvinění z pohlavního zneužívání pochází z roku 1997. Merta s mladíky hovořil o kráse a přirozenosti lidské sexuality a tvrdil, že ve východních náboženstvích musel každý automaticky projít homosexuálním stykem. Svou vinu popíral, ale soud uznal shodu ve výpovědích svědků z různých míst. Odsouzen byl v roce 2001 ke dvěma letům vězení s podmínečným odkladem na čtyři roky a pětiletým zákazem práce s mládeží. Arcibiskupem Janem Graubnerem byl přeložen na práci v archivu, avšak v roce 2025 Reportéři ČT zjistili, že nadále vykonává duchovenskou službu. Při přímé konfrontaci arcibiskup Graubner přiznal, že za jeho působení v Olomouci měl Merta právo výpomoci, tzn. mohl vykonávat duchovenskou činnost. Krátce po odvysílání reportáže byl Merta odstraněn z webu olomoucké arcidiecéze a její mluvčí později České televizi potvrdil, že se tak stalo v reakci na odvysílání reportáže a že arcidiecéze s Františkem Mertou ukončila pracovní poměr.
Trestní oznámení na něj podal Václav Novák, tehdejší student bohosloví, v květnu 2000. Václav Novák obviňoval i arcibiskupa Jana Graubnera, že o zneužívání dětí věděl a nic proti němu nedělal. Arcibiskup přesouval Mertu z jednoho konce arcidiecéze na druhý vždy, když se objevily hlasitější stížnosti. Později se hájil tím, že nemohl suspendovat kněze, který vše popřel, bez důkazů a že nebylo jeho věcí podávat trestní oznámení o věci, o níž věděl jen z druhé ruky. Policie trestní oznámení na arcibiskupa odložila jako bezpředmětné. Václav Novák byl posléze vyloučen z teologické fakulty, protože nesložil do uzavření semestru patřičné zkoušky.